# تاإيشي إندو
تاإيشي إندو (باليابانية: 遠藤 大志) (مواليد 31 مارس 1980)، هو لاعب كرة قدم سابق كان يلعب كحارس مرمى.

## وصلات خارجية
- تاإيشي إندو على موقع رابطة كرة القدم اليابانية للمحترفين (اليابانية)
- تاإيشي إندو على موقع قاعدة بيانات كرة القدم.إي يو (الإنجليزية)
- تاإيشي إندو على موقع Soccerway.com (الإنجليزية)
- تاإيشي إندو على موقع عالم كرة القدم.نت (الإنجليزية)